# Llista de topònims de Sant Jaume dels Domenys
Llista de topònims (noms propis de lloc) del municipi de Sant Jaume dels Domenys, al Baix Penedès
Informació actualitzada per un bot. Els canvis manuals es perdran quan s'actualitzi!

## casa
| imatge | Nom          | Ubicat a                | instància de | Detalls                       | coordenades                                       | Protecció                                  | Commons (més fotos)                   | Dades a WD                    |
| ------ | ------------ | ----------------------- | ------------ | ----------------------------- | ------------------------------------------------- | ------------------------------------------ | ------------------------------------- | ----------------------------- |
|        | Cal Joan Mas | Sant Jaume dels Domenys | casa         | Estil: arquitectura popular   | 41° 17′ 57″ N, 1° 33′ 33″ E / 41.2993°N,1.55928°E | bé integrant del patrimoni cultural català | Cal Joan Mas                          | Modifica les dades a Wikidata |
|        | Cal Maginet  | Sant Jaume dels Domenys | casa         | Estil: arquitectura eclèctica | 41° 17′ 58″ N, 1° 33′ 31″ E / 41.2994°N,1.5586°E  | bé integrant del patrimoni cultural català | Cal Maginet (Sant Jaume dels Domenys) | Modifica les dades a Wikidata |

## cova
| imatge | Nom            | Ubicat a                | instància de | Detalls | coordenades                                                         | Protecció | Commons (més fotos) | Dades a WD                    |
| ------ | -------------- | ----------------------- | ------------ | ------- | ------------------------------------------------------------------- | --------- | ------------------- | ----------------------------- |
|        | Cova Gran      | Sant Jaume dels Domenys | cova         |         | 41° 18′ 18″ N, 1° 35′ 19″ E / 41.304932221225°N,1.58860856927246°E  |           |                     | Modifica les dades a Wikidata |
|        | cova de la Via | Sant Jaume dels Domenys | cova         |         | 41° 19′ 35″ N, 1° 33′ 19″ E / 41.3264326167851°N,1.55520106393744°E |           |                     | Modifica les dades a Wikidata |

## curs d'aigua
| imatge | Nom                 | Ubicat a                                                          | instància de | Detalls                       | coordenades                                                                                              | Protecció | Commons (més fotos) | Dades a WD                    |
| ------ | ------------------- | ----------------------------------------------------------------- | ------------ | ----------------------------- | --- | --------- | ------------------- | ----------------------------- |
|        | riera de Marmellar  | Alt Camp Baix Penedès Alt Penedès província de Tarragona          | curs d'aigua | Desemboca: Foix Llarg: 25km   | 41° 25′ 02″ N, 1° 26′ 29″ E / 41.417245°N,1.441446°E 41° 16′ 01″ N, 1° 38′ 01″ E / 41.26685°N,1.633496°E |           | Riera de Marmellar  | Modifica les dades a Wikidata |
|        | riera de l'Albornar | Sant Jaume dels Domenys Llorenç del Penedès Santa Oliva Albinyana | curs d'aigua | Desemboca: riera de la Bisbal | 41° 15′ 07″ N, 1° 31′ 30″ E / 41.252068°N,1.525095°E 91 msnm                                             |           |                     | Modifica les dades a Wikidata |

## entitat singular de població
| imatge | Nom                     | Ubicat a                | instància de                                   | Detalls | coordenades                                                                          | Protecció | Commons (més fotos)                | Dades a WD                    |
| ------ | ----------------------- | ----------------------- | ---------------------------------------------- | ------- | ------------------------------------------------------------------------------------ | --------- | ---------------------------------- | ----------------------------- |
|        | Cornudella              | Sant Jaume dels Domenys | entitat singular de població                   | 206 hab | 41° 18′ 02″ N, 1° 34′ 12″ E / 41.3006585853187°N,1.57003170475812°E 194 msnm         |           |                                    | Modifica les dades a Wikidata |
|        | Lleger                  | Sant Jaume dels Domenys | entitat singular de població                   | 271 hab | 41° 17′ 40″ N, 1° 34′ 41″ E / 41.294551°N,1.577961°E 200 msnm                        |           | Lleger                             | Modifica les dades a Wikidata |
|        | Sant Jaume dels Domenys | Sant Jaume dels Domenys | entitat singular de població capital municipal | 712 hab | 41° 17′ 59″ N, 1° 33′ 32″ E / 41.29980897°N,1.55895428°E 212 msnm                    |           |                                    | Modifica les dades a Wikidata |
|        | el Papagai              | Sant Jaume dels Domenys | entitat singular de població                   | 475 hab | 41° 17′ 40″ N, 1° 31′ 13″ E / 41.29440998°N,1.52026922°E 225 msnm                    |           |                                    | Modifica les dades a Wikidata |
|        | el Papiolet             | Sant Jaume dels Domenys | entitat singular de població                   | 146 hab | 41° 16′ 58″ N, 1° 31′ 40″ E / 41.2828499814738°N,1.52780288445604°E 161 msnm         |           |                                    | Modifica les dades a Wikidata |
|        | els Arquets             | Sant Jaume dels Domenys | entitat singular de població                   | 166 hab | 41° 17′ 42″ N, 1° 33′ 52″ E / 41.29499759058°N,1.5644691162721°E 179 msnm            |           |                                    | Modifica les dades a Wikidata |
|        | l'Arquet                | Sant Jaume dels Domenys | entitat singular de població                   | 387 hab | 41° 17′ 26″ N, 1° 33′ 35″ E / 41.290435501369°N,1.5597922027141°E 187 msnm           |           |                                    | Modifica les dades a Wikidata |
|        | l'Hostal                | Sant Jaume dels Domenys | entitat singular de població                   | 77 hab  | 41° 17′ 54″ N, 1° 32′ 26″ E / 41.2983°N,1.54063°E ca:Ctra. TV-2122, km, 2,5 201 msnm |           | L'Hostal (Sant Jaume dels Domenys) | Modifica les dades a Wikidata |
|        | la Carronya             | Sant Jaume dels Domenys | entitat singular de població                   | 96 hab  | 41° 18′ 44″ N, 1° 34′ 02″ E / 41.3122329808044°N,1.56712664118404°E 235 msnm         |           |                                    | Modifica les dades a Wikidata |
|        | la Torregassa           | Sant Jaume dels Domenys | entitat singular de població                   | 270 hab | 41° 17′ 34″ N, 1° 31′ 30″ E / 41.292698455539°N,1.5251084213603°E 205 msnm           |           |                                    | Modifica les dades a Wikidata |

## església
| imatge | Nom                                     | Ubicat a                | instància de    | Detalls                          | coordenades                                                                                          | Protecció                                  | Commons (més fotos)                     | Dades a WD                    |
| ------ | --------------------------------------- | ----------------------- | --------------- | -------------------------------- | --- | ------------------------------------------ | --------------------------------------- | ----------------------------- |
|        | Mare de Déu dels Arquets                | Sant Jaume dels Domenys | església ermita | Estil: arquitectura popular      | 41° 17′ 49″ N, 1° 34′ 05″ E / 41.297°N,1.56797°E                                                     | bé cultural d'interès local                | Mare de Déu dels Arquets                | Modifica les dades a Wikidata |
|        | Nostra Senyora dels Àngels del Papiolet | Sant Jaume dels Domenys | església        | Estil: arquitectura popular      | 41° 17′ 03″ N, 1° 31′ 38″ E / 41.2841°N,1.52736°E                                                    | bé integrant del patrimoni cultural català | Nostra Senyora dels Àngels del Papiolet | Modifica les dades a Wikidata |
|        | Sant Antoni de Sant Jaume dels Domenys  | Sant Jaume dels Domenys | església        | Estil: arquitectura popular 1813 | 41° 17′ 31″ N, 1° 31′ 37″ E / 41.291805555555555°N,1.527°E ca:Masia cal Palau de Torregassa 202 msnm | bé cultural d'interès local                | Sant Antoni de Sant Jaume dels Domenys  | Modifica les dades a Wikidata |
|        | església de Sant Andreu i Santa Marina  | Sant Jaume dels Domenys | església        | Estil: arquitectura popular      | 41° 17′ 40″ N, 1° 34′ 46″ E / 41.2944°N,1.5794°E ca:C. del Raval. Lleger 202 msnm                    | bé cultural d'interès local                | Sant Andreu i Santa Marina de Lleger    | Modifica les dades a Wikidata |
|        | església de Sant Jaume dels Domenys     | Sant Jaume dels Domenys | església        | Estil: arquitectura popular      | 41° 17′ 59″ N, 1° 33′ 32″ E / 41.2997°N,1.55891°E                                                    | bé cultural d'interès local                | Església de Sant Jaume dels Domenys     | Modifica les dades a Wikidata |

## granja
| imatge | Nom                   | Ubicat a                | instància de | Detalls | coordenades                                                         | Protecció | Commons (més fotos) | Dades a WD                    |
| ------ | --------------------- | ----------------------- | ------------ | ------- | ------------------------------------------------------------------- | --------- | ------------------- | ----------------------------- |
|        | Granges d'en Pau Urpí | Sant Jaume dels Domenys | granja       |         | 41° 17′ 45″ N, 1° 34′ 14″ E / 41.2959617042802°N,1.57043289644815°E |           |                     | Modifica les dades a Wikidata |
|        | Granja Jané           | Sant Jaume dels Domenys | granja       |         | 41° 17′ 06″ N, 1° 31′ 26″ E / 41.2849808308184°N,1.52398148229999°E |           |                     | Modifica les dades a Wikidata |
|        | Granja Jané           | Sant Jaume dels Domenys | granja       |         | 41° 18′ 47″ N, 1° 33′ 54″ E / 41.3129918565429°N,1.56513883206069°E |           |                     | Modifica les dades a Wikidata |
|        | Granja Japa           | Sant Jaume dels Domenys | granja       |         | 41° 17′ 01″ N, 1° 31′ 37″ E / 41.2837477065782°N,1.526863229079°E   |           |                     | Modifica les dades a Wikidata |
|        | la Granja             | Sant Jaume dels Domenys | granja       |         | 41° 17′ 55″ N, 1° 33′ 24″ E / 41.2985545388431°N,1.55661682986028°E |           |                     | Modifica les dades a Wikidata |
|        | la Porcalla           | Sant Jaume dels Domenys | granja       |         | 41° 18′ 38″ N, 1° 35′ 28″ E / 41.3104477407397°N,1.59105802060244°E |           |                     | Modifica les dades a Wikidata |

## masia
| imatge | Nom                     | Ubicat a                | instància de     | Detalls                                  | coordenades                                                                                      | Protecció                                            | Commons (més fotos)                  | Dades a WD                    |
| ------ | ----------------------- | ----------------------- | ---------------- | ---------------------------------------- | ------------------------------------------------------------------------------------------------ | ---------------------------------------------------- | ------------------------------------ | ----------------------------- |
|        | Ca l'Antic              | Sant Jaume dels Domenys | masia            |                                          | 41° 18′ 49″ N, 1° 33′ 33″ E / 41.3136092791089°N,1.55904441646596°E                              |                                                      |                                      | Modifica les dades a Wikidata |
|        | Ca l'Hivern             | Sant Jaume dels Domenys | masia            |                                          | 41° 17′ 29″ N, 1° 31′ 33″ E / 41.2913562928943°N,1.52595160449604°E                              |                                                      |                                      | Modifica les dades a Wikidata |
|        | Ca l'Incenser           | Sant Jaume dels Domenys | masia            |                                          | 41° 17′ 59″ N, 1° 35′ 01″ E / 41.2997545840758°N,1.58360810679867°E                              |                                                      |                                      | Modifica les dades a Wikidata |
|        | Ca l'Isidret            | Sant Jaume dels Domenys | masia            |                                          | 41° 18′ 51″ N, 1° 34′ 06″ E / 41.3141836071692°N,1.56825470602105°E                              |                                                      |                                      | Modifica les dades a Wikidata |
|        | Ca l'Oller              | Sant Jaume dels Domenys | masia            | Estil: arquitectura popular              | 41° 17′ 48″ N, 1° 34′ 04″ E / 41.2967°N,1.56782°E                                                | bé integrant del patrimoni cultural català           | Ca l'Oller (Sant Jaume dels Domenys) | Modifica les dades a Wikidata |
|        | Ca la Cisqueta          | Sant Jaume dels Domenys | masia            |                                          | 41° 17′ 54″ N, 1° 34′ 52″ E / 41.2982569117996°N,1.58121589944506°E                              |                                                      |                                      | Modifica les dades a Wikidata |
|        | Cal Cascarilla          | Sant Jaume dels Domenys | masia            |                                          | 41° 18′ 38″ N, 1° 34′ 32″ E / 41.3106717355795°N,1.57559483381052°E                              |                                                      |                                      | Modifica les dades a Wikidata |
|        | Cal Fèlix               | Sant Jaume dels Domenys | masia            |                                          | 41° 18′ 19″ N, 1° 32′ 24″ E / 41.30525°N,1.540111111111111°E                                     |                                                      |                                      | Modifica les dades a Wikidata |
|        | Cal Ganso               | Sant Jaume dels Domenys | masia            |                                          | 41° 18′ 10″ N, 1° 34′ 58″ E / 41.3026532050952°N,1.58273313615646°E                              |                                                      |                                      | Modifica les dades a Wikidata |
|        | Cal Gascó               | Sant Jaume dels Domenys | masia            | Estil: arquitectura popular              | 41° 11′ 43″ N, 1° 27′ 04″ E / 41.19520148128483°N,1.4510930219108815°E                           |                                                      |                                      | Modifica les dades a Wikidata |
|        | Cal Jep Galets          | Sant Jaume dels Domenys | masia            |                                          | 41° 17′ 56″ N, 1° 33′ 23″ E / 41.2989564647984°N,1.55634519820828°E                              |                                                      |                                      | Modifica les dades a Wikidata |
|        | Cal Jepet               | Sant Jaume dels Domenys | masia            |                                          | 41° 18′ 38″ N, 1° 34′ 23″ E / 41.3106836185919°N,1.57291863057092°E                              |                                                      |                                      | Modifica les dades a Wikidata |
|        | Cal Jepillo             | Sant Jaume dels Domenys | masia            |                                          | 41° 17′ 50″ N, 1° 34′ 03″ E / 41.2972940844189°N,1.56747758445185°E                              |                                                      |                                      | Modifica les dades a Wikidata |
|        | Cal Marc de la Font     | Sant Jaume dels Domenys | masia            |                                          | 41° 17′ 23″ N, 1° 34′ 15″ E / 41.2896158689529°N,1.57078641697479°E                              |                                                      | Cal Marc de la Font                  | Modifica les dades a Wikidata |
|        | Cal Mingo               | Sant Jaume dels Domenys | masia            |                                          | 41° 17′ 33″ N, 1° 31′ 45″ E / 41.292551521336°N,1.52925674587424°E                               |                                                      |                                      | Modifica les dades a Wikidata |
|        | Cal Palau               | Sant Jaume dels Domenys | masia            | Estil: arquitectura popular 18th century | 41° 17′ 30″ N, 1° 31′ 37″ E / 41.29175°N,1.5269166666666667°E ca:Torregassa 202 msnm             | bé integrant del patrimoni cultural català           | Cal Palau (Sant Jaume dels Domenys)  | Modifica les dades a Wikidata |
|        | Cal Pau de les Viudes   | Sant Jaume dels Domenys | masia            |                                          | 41° 18′ 21″ N, 1° 32′ 17″ E / 41.3057518951116°N,1.53809822305957°E                              |                                                      |                                      | Modifica les dades a Wikidata |
|        | Cal Pinyol              | Sant Jaume dels Domenys | masia            |                                          | 41° 18′ 55″ N, 1° 34′ 09″ E / 41.3152309087374°N,1.56917559839338°E                              |                                                      |                                      | Modifica les dades a Wikidata |
|        | Cal Pol·linari          | Sant Jaume dels Domenys | masia            |                                          | 41° 18′ 02″ N, 1° 34′ 28″ E / 41.3004343887508°N,1.57446794114265°E                              |                                                      |                                      | Modifica les dades a Wikidata |
|        | Cal Porroig             | Sant Jaume dels Domenys | masia            |                                          | 41° 17′ 52″ N, 1° 33′ 16″ E / 41.2976615940038°N,1.55436719981875°E                              |                                                      |                                      | Modifica les dades a Wikidata |
|        | Cal Queralt             | Sant Jaume dels Domenys | masia            |                                          | 41° 17′ 31″ N, 1° 31′ 34″ E / 41.2919883104382°N,1.52606874497345°E                              |                                                      |                                      | Modifica les dades a Wikidata |
|        | Cal Sibino              | Sant Jaume dels Domenys | masia            |                                          | 41° 17′ 36″ N, 1° 35′ 09″ E / 41.293315114599°N,1.58587328875389°E                               |                                                      |                                      | Modifica les dades a Wikidata |
|        | Cal Soques              | Sant Jaume dels Domenys | masia            |                                          | 41° 18′ 12″ N, 1° 34′ 11″ E / 41.3033754103924°N,1.56975733678158°E                              |                                                      |                                      | Modifica les dades a Wikidata |
|        | Cal Tico                | Sant Jaume dels Domenys | masia            |                                          | 41° 17′ 55″ N, 1° 34′ 12″ E / 41.298622723074°N,1.57001646175103°E                               |                                                      |                                      | Modifica les dades a Wikidata |
|        | Cal Torrell             | Sant Jaume dels Domenys | masia            |                                          | 41° 18′ 17″ N, 1° 32′ 19″ E / 41.30466666666667°N,1.5385833333333334°E                           |                                                      |                                      | Modifica les dades a Wikidata |
|        | Cal Trullat             | Sant Jaume dels Domenys | masia            |                                          | 41° 17′ 40″ N, 1° 35′ 10″ E / 41.2943531866965°N,1.58605390023622°E                              |                                                      |                                      | Modifica les dades a Wikidata |
|        | Cal Vilanova            | Sant Jaume dels Domenys | masia            |                                          | 41° 18′ 33″ N, 1° 35′ 40″ E / 41.30919974397°N,1.59433418484555°E                                |                                                      |                                      | Modifica les dades a Wikidata |
|        | Can Pau                 | Sant Jaume dels Domenys | masia            | Estil: arquitectura popular              | 41° 18′ 16″ N, 1° 33′ 44″ E / 41.3044°N,1.56219°E ca:Carretera de Sant Jaume a Vilafranca        | bé integrant del patrimoni cultural català           | Can Pau (Sant Jaume dels Domenys)    | Modifica les dades a Wikidata |
|        | Can Pedro               | Sant Jaume dels Domenys | masia            |                                          | 41° 18′ 02″ N, 1° 32′ 05″ E / 41.3004662920981°N,1.53469272210802°E                              |                                                      |                                      | Modifica les dades a Wikidata |
|        | Casa del Po             | Sant Jaume dels Domenys | masia            |                                          | 41° 17′ 31″ N, 1° 32′ 04″ E / 41.2920490991654°N,1.53435564365577°E                              |                                                      |                                      | Modifica les dades a Wikidata |
|        | Castellnou de Gemenells | Sant Jaume dels Domenys | masia casa forta | Estil: arquitectura popular 17th century | 41° 18′ 09″ N, 1° 32′ 27″ E / 41.3026°N,1.54087°E ca:Veïnat de l'Hostal 220 msnm                 | bé d'interès cultural bé cultural d'interès nacional | Castellnou de Gemenells              | Modifica les dades a Wikidata |
|        | Goncer de Baix          | Sant Jaume dels Domenys | masia            |                                          | 41° 18′ 38″ N, 1° 34′ 24″ E / 41.3104909882124°N,1.57336483945898°E                              |                                                      |                                      | Modifica les dades a Wikidata |
|        | Goncer de Dalt          | Sant Jaume dels Domenys | masia            |                                          | 41° 18′ 50″ N, 1° 34′ 30″ E / 41.3138073691438°N,1.57495312000337°E                              |                                                      |                                      | Modifica les dades a Wikidata |
|        | Lligamosques            | Sant Jaume dels Domenys | masia            |                                          | 41° 18′ 47″ N, 1° 35′ 08″ E / 41.3129202030903°N,1.58554517980815°E                              |                                                      |                                      | Modifica les dades a Wikidata |
|        | Llobets                 | Sant Jaume dels Domenys | masia            |                                          | 41° 18′ 17″ N, 1° 33′ 01″ E / 41.30463888888889°N,1.5501388888888887°E 231 msnm                  |                                                      |                                      | Modifica les dades a Wikidata |
|        | Mas de Gomila           | Sant Jaume dels Domenys | masia            | Estil: arquitectura popular              | 41° 19′ 17″ N, 1° 34′ 00″ E / 41.3215°N,1.56669°E ca:Veïnat de les Carronyes - Camí de Marmellar | bé integrant del patrimoni cultural català           | Mas de Gomila                        | Modifica les dades a Wikidata |
|        | Mas de l'Espígol        | Sant Jaume dels Domenys | masia            |                                          | 41° 17′ 48″ N, 1° 33′ 40″ E / 41.2967833540357°N,1.56119446514994°E                              |                                                      |                                      | Modifica les dades a Wikidata |
|        | Mas de la Saca          | Sant Jaume dels Domenys | masia            |                                          | 41° 17′ 51″ N, 1° 34′ 50″ E / 41.2975641394756°N,1.58055011903714°E                              |                                                      |                                      | Modifica les dades a Wikidata |
|        | Masia Vallfort          | Sant Jaume dels Domenys | masia casa forta | 15th century                             | 41° 18′ 03″ N, 1° 35′ 03″ E / 41.300887°N,1.584175°E ca:Camí dels Clots 195 msnm                 | bé d'interès cultural bé cultural d'interès nacional |                                      | Modifica les dades a Wikidata |
|        | el Gatell               | Sant Jaume dels Domenys | masia            |                                          | 41° 18′ 54″ N, 1° 33′ 33″ E / 41.3151145913672°N,1.55913072924297°E 291 msnm                     |                                                      | El Gatell                            | Modifica les dades a Wikidata |
|        | el Gatelló              | Sant Jaume dels Domenys | masia            |                                          | 41° 18′ 47″ N, 1° 33′ 13″ E / 41.3130988201553°N,1.55353632578693°E                              |                                                      |                                      | Modifica les dades a Wikidata |
|        | el Pujol                | Sant Jaume dels Domenys | masia            |                                          | 41° 18′ 30″ N, 1° 32′ 35″ E / 41.3082646612273°N,1.54304733944752°E                              |                                                      |                                      | Modifica les dades a Wikidata |
|        | l'Alzinar               | Sant Jaume dels Domenys | masia            |                                          | 41° 18′ 59″ N, 1° 33′ 49″ E / 41.3162531073075°N,1.56374116157939°E                              |                                                      |                                      | Modifica les dades a Wikidata |
|        | l'Hostal de Baix        | Sant Jaume dels Domenys | masia            |                                          | 41° 17′ 52″ N, 1° 32′ 27″ E / 41.2976711208942°N,1.54084662314448°E                              |                                                      |                                      | Modifica les dades a Wikidata |
|        | l'Hostal de Dalt        | Sant Jaume dels Domenys | masia            |                                          | 41° 18′ 00″ N, 1° 32′ 24″ E / 41.3000368898679°N,1.53988612306735°E                              |                                                      |                                      | Modifica les dades a Wikidata |
|        | l'Hostal de l'Alzinar   | Sant Jaume dels Domenys | masia            |                                          | 41° 18′ 02″ N, 1° 35′ 09″ E / 41.3004934390243°N,1.58582570711321°E                              |                                                      |                                      | Modifica les dades a Wikidata |
|        | la Pujada               | Sant Jaume dels Domenys | masia            |                                          | 41° 17′ 43″ N, 1° 34′ 48″ E / 41.2951610023245°N,1.57996922955417°E                              |                                                      |                                      | Modifica les dades a Wikidata |
|        | la Roca                 | Sant Jaume dels Domenys | masia            |                                          | 41° 17′ 25″ N, 1° 35′ 10″ E / 41.2902116052313°N,1.5862030534877°E                               |                                                      |                                      | Modifica les dades a Wikidata |
|        | masia dels Arcs         | Sant Jaume dels Domenys | masia            | Estil: arquitectura popular              | 41° 17′ 14″ N, 1° 33′ 50″ E / 41.2873°N,1.56402°E                                                | bé integrant del patrimoni cultural català           | Masia dels Arcs                      | Modifica les dades a Wikidata |

## muntanya
| imatge | Nom                 | Ubicat a                                      | instància de | Detalls | coordenades                                                         | Protecció | Commons (més fotos) | Dades a WD                    |
| ------ | ------------------- | --------------------------------------------- | ------------ | ------- | ------------------------------------------------------------------- | --------- | ------------------- | ----------------------------- |
|        | Montgròs            | Sant Jaume dels Domenys                       | muntanya     |         | 41° 18′ 54″ N, 1° 32′ 03″ E / 41.31504722°N,1.53411833°E 414 msnm   |           |                     | Modifica les dades a Wikidata |
|        | Muntanya de Cal Pau | Sant Jaume dels Domenys                       | muntanya     |         | 41° 18′ 29″ N, 1° 31′ 44″ E / 41.308089°N,1.528879°E 417.3 msnm     |           |                     | Modifica les dades a Wikidata |
|        | Puig de Sant Antoni | Sant Jaume dels Domenys                       | muntanya     |         | 41° 20′ 26″ N, 1° 33′ 39″ E / 41.34051944°N,1.56085278°E 506.2 msnm |           |                     | Modifica les dades a Wikidata |
|        | Puig de la Cogulla  | Sant Jaume dels Domenys Castellví de la Marca | muntanya     |         | 41° 20′ 22″ N, 1° 33′ 58″ E / 41.33941667°N,1.56608333°E 492.5 msnm |           |                     | Modifica les dades a Wikidata |
|        | Puig de la Tiula    | el Montmell Sant Jaume dels Domenys           | muntanya     |         | 41° 19′ 20″ N, 1° 32′ 24″ E / 41.32211389°N,1.53992222°E 415.8 msnm |           |                     | Modifica les dades a Wikidata |
|        | el Pi Sol           | Sant Jaume dels Domenys                       | muntanya     |         | 41° 18′ 15″ N, 1° 31′ 31″ E / 41.304258°N,1.525149°E 413.6 msnm     |           |                     | Modifica les dades a Wikidata |
|        | les Quatre Fites    | Sant Jaume dels Domenys la Bisbal del Penedès | muntanya     |         | 41° 18′ 50″ N, 1° 31′ 20″ E / 41.3139°N,1.52214444°E 407.1 msnm     |           |                     | Modifica les dades a Wikidata |

## pont
| imatge | Nom              | Ubicat a                | instància de | Detalls                    | coordenades                                                                                     | Protecció                                  | Commons (més fotos)                 | Dades a WD                    |
| ------ | ---------------- | ----------------------- | ------------ | -------------------------- | ----------------------------------------------------------------------------------------------- | ------------------------------------------ | ----------------------------------- | ----------------------------- |
|        | Pont dels Vinots | Sant Jaume dels Domenys | pont         |                            | 41° 17′ 54″ N, 1° 33′ 02″ E / 41.2982180673527°N,1.55062841639506°E                             |                                            |                                     | Modifica les dades a Wikidata |
|        | Pont romà        | Sant Jaume dels Domenys | pont         | Estil: arquitectura romana | 41° 18′ 07″ N, 1° 34′ 08″ E / 41.301875°N,1.568993°E ca:Sobre el torrent de Ca l'Antic 195 msnm | bé integrant del patrimoni cultural català | Pont romà (Sant Jaume dels Domenys) | Modifica les dades a Wikidata |

## Misc
| imatge | Nom                                                    | Ubicat a | instància de                                  | Detalls                                                                     | coordenades                                                                                          | Protecció                                            | Commons (més fotos)                      | Dades a WD                    |
| ------ | ------------------------------------------------------ | --- | --------------------------------------------- | --------------------------------------------------------------------------- | --- | ---------------------------------------------------- | ---------------------------------------- | ----------------------------- |
|        | Aqüeducte romà de Sant Jaume dels Domenys              | Sant Jaume dels Domenys | aqüeducte romà pont                           | Estil: arquitectura romana                                                  | 41° 17′ 21″ N, 1° 33′ 45″ E / 41.2892°N,1.56259°E                                                    | bé cultural d'interès local                          | Aqüeducte romà (Sant Jaume dels Domenys) | Modifica les dades a Wikidata |
|        | Castellvell de Gemenells                               | Sant Jaume dels Domenys | castell                                       | Estil: arquitectura popular                                                 | 41° 18′ 19″ N, 1° 32′ 24″ E / 41.305229°N,1.539982°E ca:Partida de la Plana del Castell 211 msnm     | bé d'interès cultural bé cultural d'interès nacional | Castellvell de Gemenells                 | Modifica les dades a Wikidata |
|        | Els Arcs Industrial                                    | Sant Jaume dels Domenys | polígon industrial                            |                                                                             | 41° 17′ 16″ N, 1° 33′ 41″ E / 41.2876703593041°N,1.56139472160189°E                                  |                                                      |                                          | Modifica les dades a Wikidata |
|        | Monument als donants de sang a Sant Jaume dels Domenys | Sant Jaume dels Domenys | monument                                      | Creador: Joaquim Martínez Izquierdo 2019-11-16 Anomenat per: donant de sang | 41° 17′ 52″ N, 1° 33′ 38″ E / 41.29783333333334°N,1.5606166666666668°E                               |                                                      |                                          | Modifica les dades a Wikidata |
|        | Parc de Bombers Voluntaris de Sant Jaume dels Domenys  | Sant Jaume dels Domenys | parc de bombers                               |                                                                             | 41° 17′ 52″ N, 1° 33′ 37″ E / 41.29779990954928°N,1.5602787373122866°E es:Carrer de la Germanor, s/n |                                                      |                                          | Modifica les dades a Wikidata |
|        | Pedrera del Quic                                       | Sant Jaume dels Domenys | pedrera                                       |                                                                             | 41° 19′ 07″ N, 1° 32′ 11″ E / 41.3186926599087°N,1.53645895135999°E                                  |                                                      |                                          | Modifica les dades a Wikidata |
|        | Pi Blanc de Llobets                                    | Sant Jaume dels Domenys | arbre singular                                | Taxon: pi blanc (Pinus halepensis)                                          | 41° 18′ 08″ N, 1° 33′ 17″ E / 41.302287°N,1.554743°E                                                 |                                                      |                                          | Modifica les dades a Wikidata |
|        | Pisol                                                  | Sant Jaume dels Domenys | vèrtex geodèsic                               | Alt: 1.2m                                                                   | 41° 18′ 15″ N, 1° 31′ 30″ E / 41.304243°N,1.525066°E 413.35 msnm                                     |                                                      |                                          | Modifica les dades a Wikidata |
|        | Torre de Lleger                                        | Sant Jaume dels Domenys | torre de defensa                              | 12nd century                                                                | 41° 17′ 38″ N, 1° 34′ 46″ E / 41.2939°N,1.57935°E ca:Carrer del Raval, Lleger 200 msnm               | bé d'interès cultural bé cultural d'interès nacional | Torre de Lleger                          | Modifica les dades a Wikidata |
|        | casa consistorial de Sant Jaume dels Domenys           | Sant Jaume dels Domenys | casa consistorial                             |                                                                             | 41° 17′ 57″ N, 1° 33′ 32″ E / 41.299163131098645°N,1.5588273401859871°E                              |                                                      |                                          | Modifica les dades a Wikidata |
|        | casa rectoral de Sant Jaume dels Domenys               | Sant Jaume dels Domenys | rectoria                                      | Estil: arquitectura popular                                                 | 41° 17′ 59″ N, 1° 33′ 32″ E / 41.2996°N,1.55876°E                                                    | bé integrant del patrimoni cultural català           | Casa rectoral de Sant Jaume dels Domenys | Modifica les dades a Wikidata |
|        | el Montmell-Marmellar                                  | el Montmell la Bisbal del Penedès Sant Jaume dels Domenys Castellví de la Marca Torrelles de Foix Sant Martí Sarroca Pontons Aiguamúrcia Vila-rodona | àrea protegida Pla d'Espais d'Interès Natural | 1992 Superfície: 9362.41836ha                                               | 41° 20′ N, 1° 31′ E / 41.33°N,1.51°E                                                                 |                                                      | El Montmell-Marmellar                    | Modifica les dades a Wikidata |
|        | font de la Bassa Gran                                  | Sant Jaume dels Domenys | font                                          |                                                                             | 41° 18′ 13″ N, 1° 33′ 19″ E / 41.3035°N,1.555277777777778°E                                          |                                                      |                                          | Modifica les dades a Wikidata |
|        | les Casetes de Llobets                                 | Sant Jaume dels Domenys | nucli de població                             |                                                                             | |                                                      |                                          | Modifica les dades a Wikidata |